# Eparchie gubkinská
Eparchie Gubkin je eparchie ruské pravoslavné církve nacházející se v Rusku.

## Území a titul biskupa
Zahrnuje správní hranice území Borisovského, Grajvoronského, Gubkinského, Krasnojaružského, Ivňanského, Prochorovského, Rakitňanského a Jakovlevského rajónu Bělgorodské oblasti.
Eparchiálnímu biskupovi náleží titul biskup gubkinský a grajvoronský.

## Historie
Eparchie byla zřízena rozhodnutím Svatého synodu dne 7. června 2012 oddělením území z bělgorodské eparchie. Stala se součástí nově vzniklé bělgorodské metropole.

## Seznam biskupů
- 2012-2025 Sofronij (Kitajev)
- od 2025 Avel (Pivovarov)